# Kind of Blue
Kind of Blue er et album fra 1959 med Miles Davis. Producer på albummet var Irving Townsend. Albummet er siden blevet en klassiker inden for jazz-verdenen, bl.a. i kraft af de nye kvartstablede akkordstrukturer og baslinjer i nummeret So What, og introduktionen af modal jazz. Med et salg på flere millioner verden over er Kind of Blue det mest sælgende af Miles Davis' album og det mest sælgende jazzalbum i det hele taget.
Indspilningen af albummet foregik i 30th Street Studio i en tidligere græsk-ortodoks kirke i Manhattan. Første optagelse foregik d. 2. marts 1959, hvor Freddie Freeloader, So What og Blue in Green blev optaget. Anden optagelse fandt sted d. 22. april 1959 og affødte Flamenco Sketches og All Blues.

## Besætning
- Miles Davis – trompet
- Julian "Cannonball" Adderley – altsaxofon
- Bill Evans – piano
- John Coltrane – tenorsaxofon
- Jimmy Cobb – trommer
- Paul Chambers – kontrabas
- Wynton Kelly – piano (kun på Freddie Freeloader)

## Numre
- So What
- Freddie Freeloader
- Blue in Green
- All Blues
- Flamenco Sketches